# دارواش اروپایی
داروش اروپایی (نام علمی: Viscum album) نام یک گونه از سرده دارواش است. گیاهی است نیمه انگلی که به روی درختان جنگلی مانند نارون ،سیب ،گلابی، شاه بلوط هجوم می‌آورد. میوه‌های داروش به صورت دسته‌ای به رنگ زرد مایل به سفید و به اندازه نخود با گوشتی چسبناک و دانه‌ای کوچک می‌باشد.

## عنصر اثرگذار
موسیلاژ، فلانوئیدها، لیگان‌ها، تری ترپن‌ها

## نگارخانه

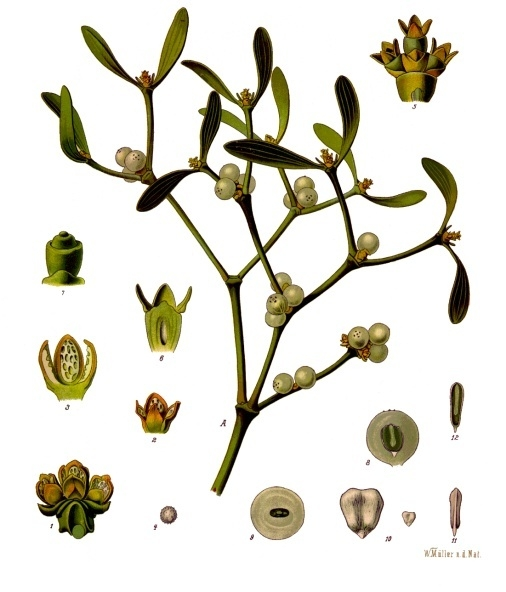
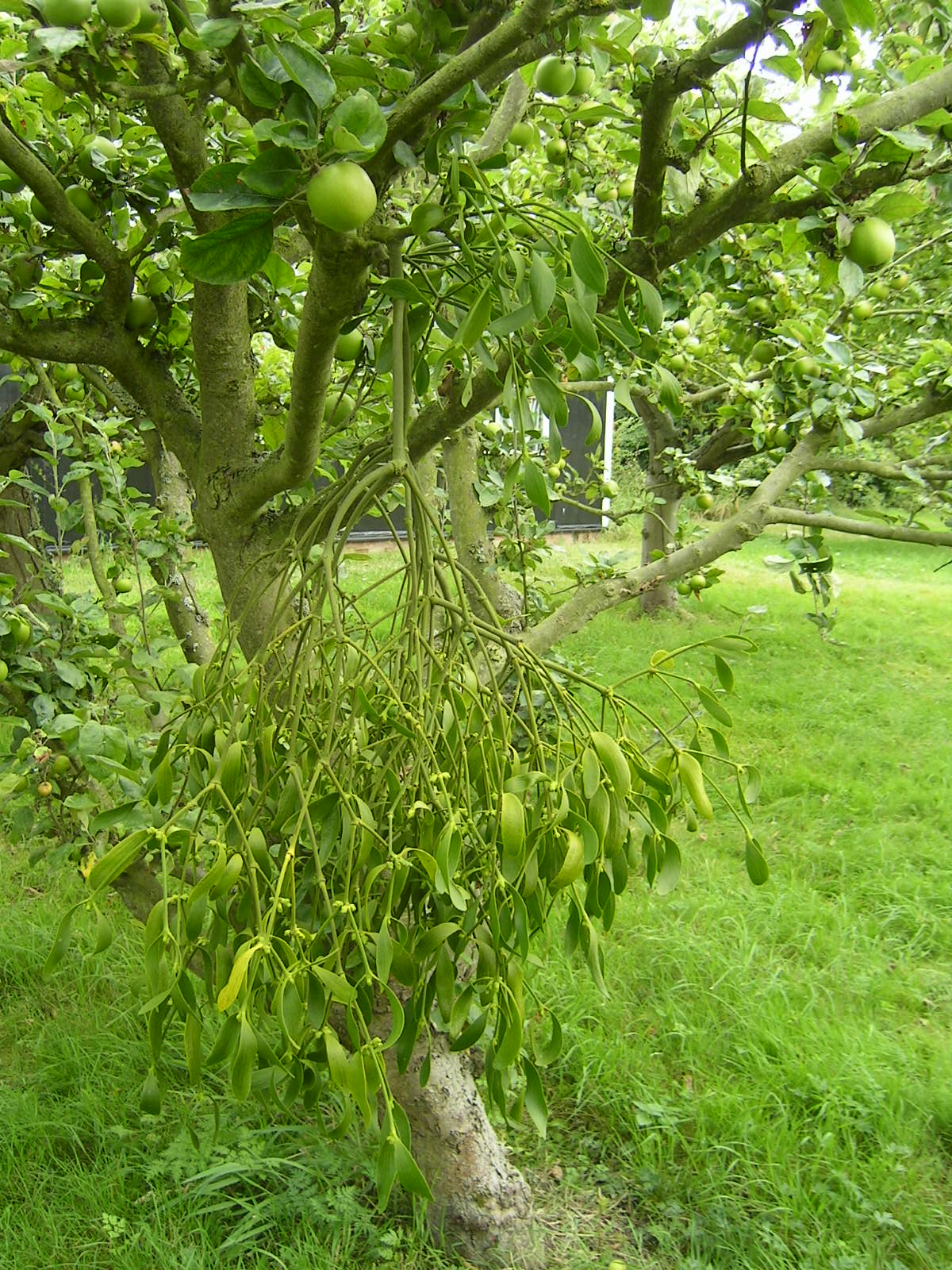
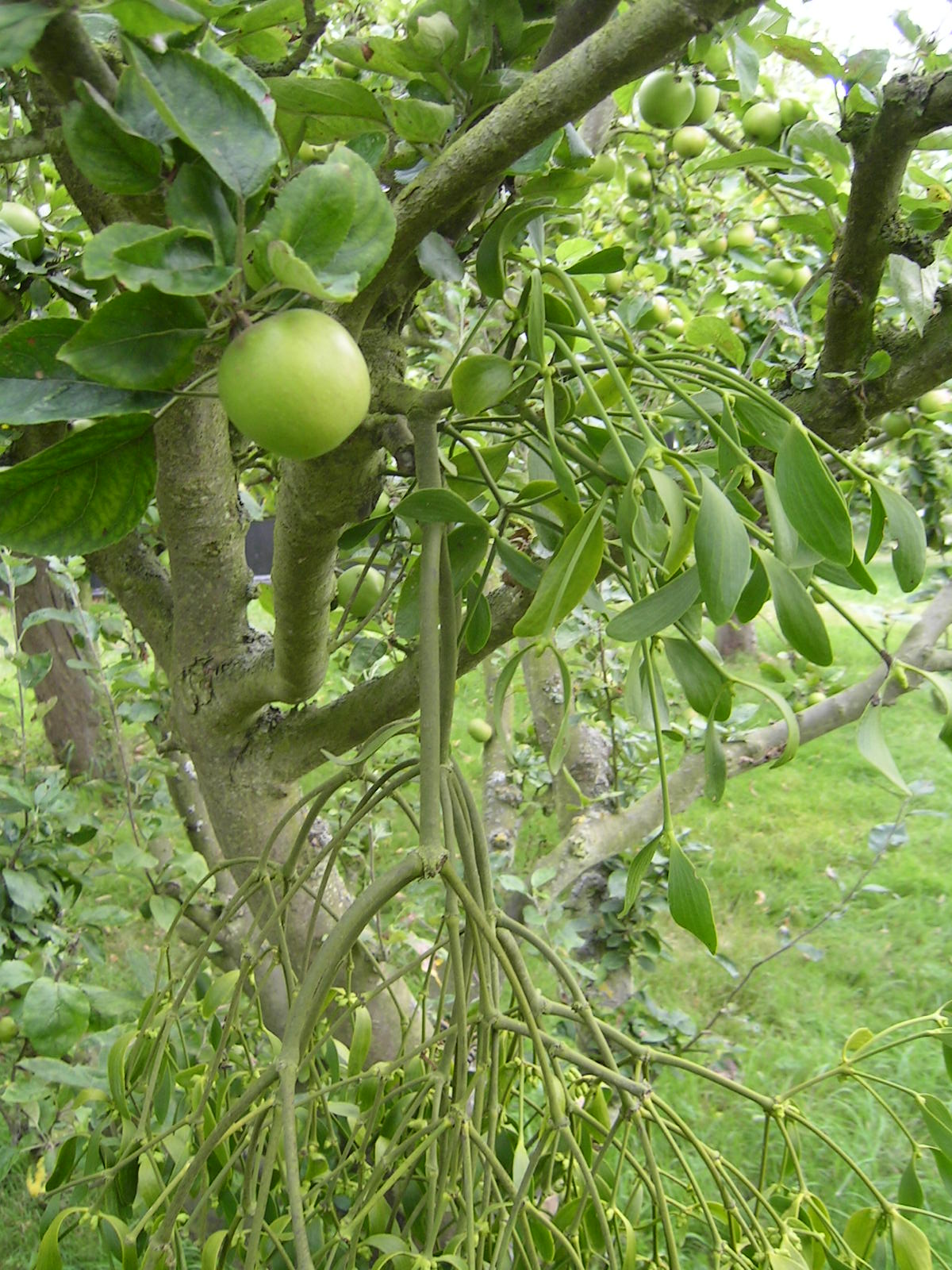
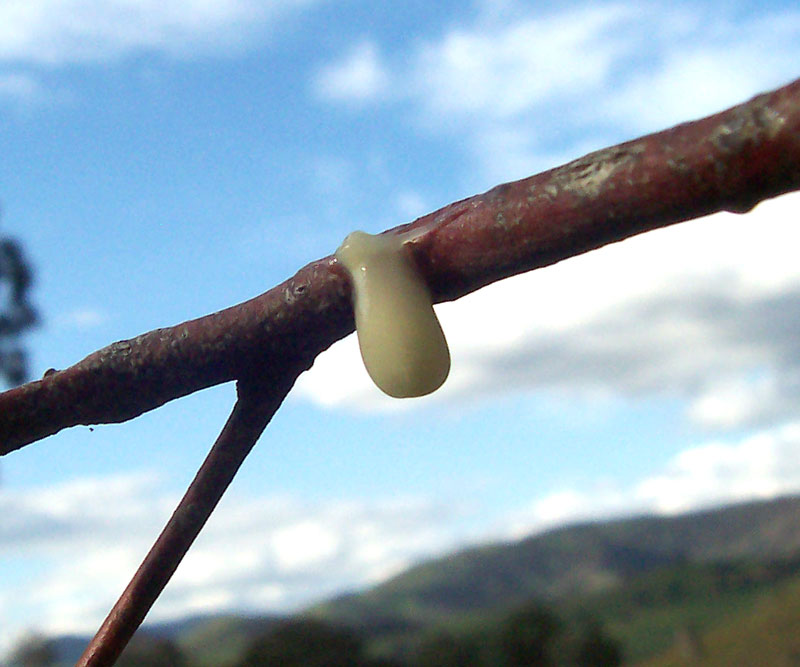
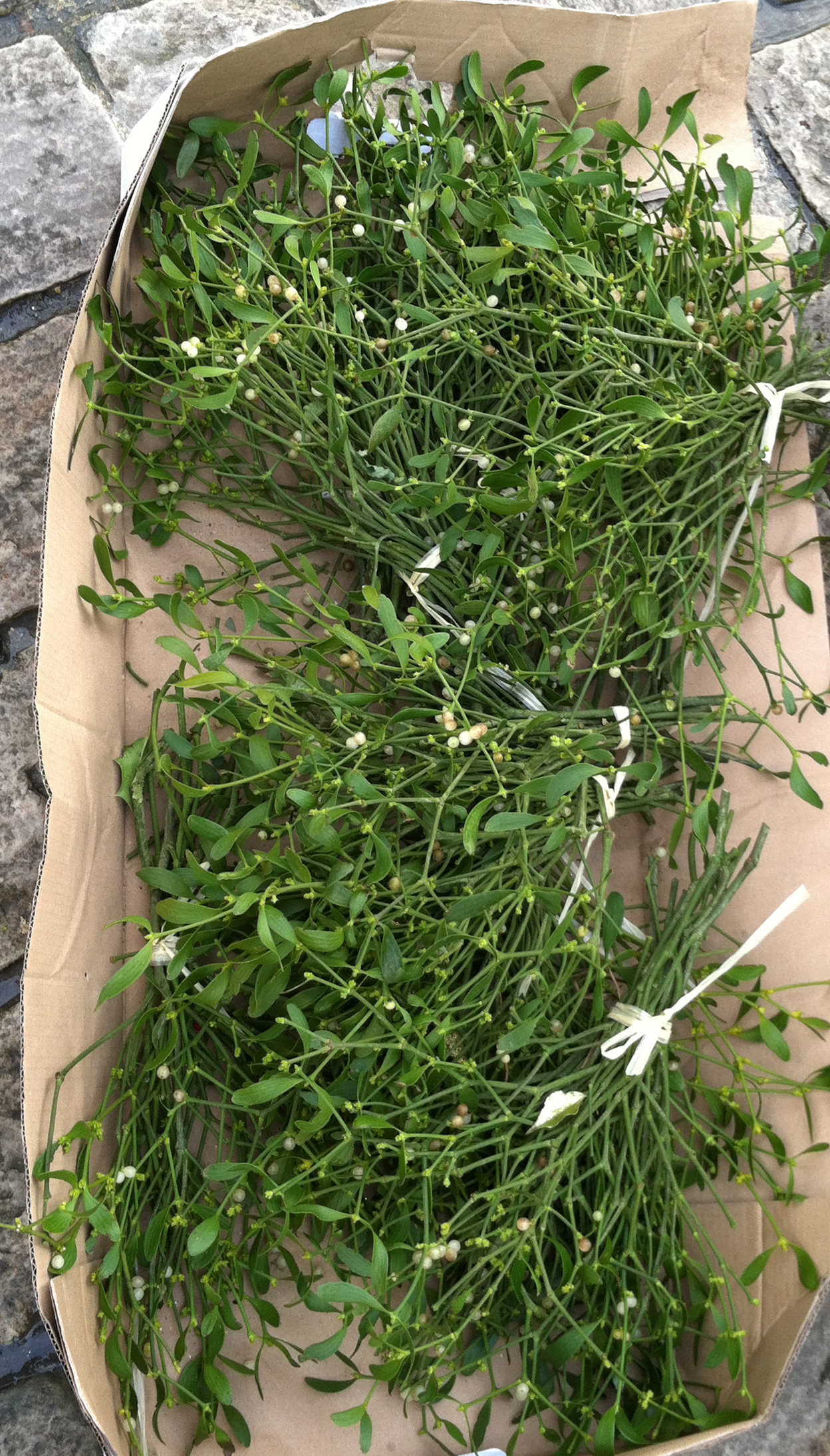
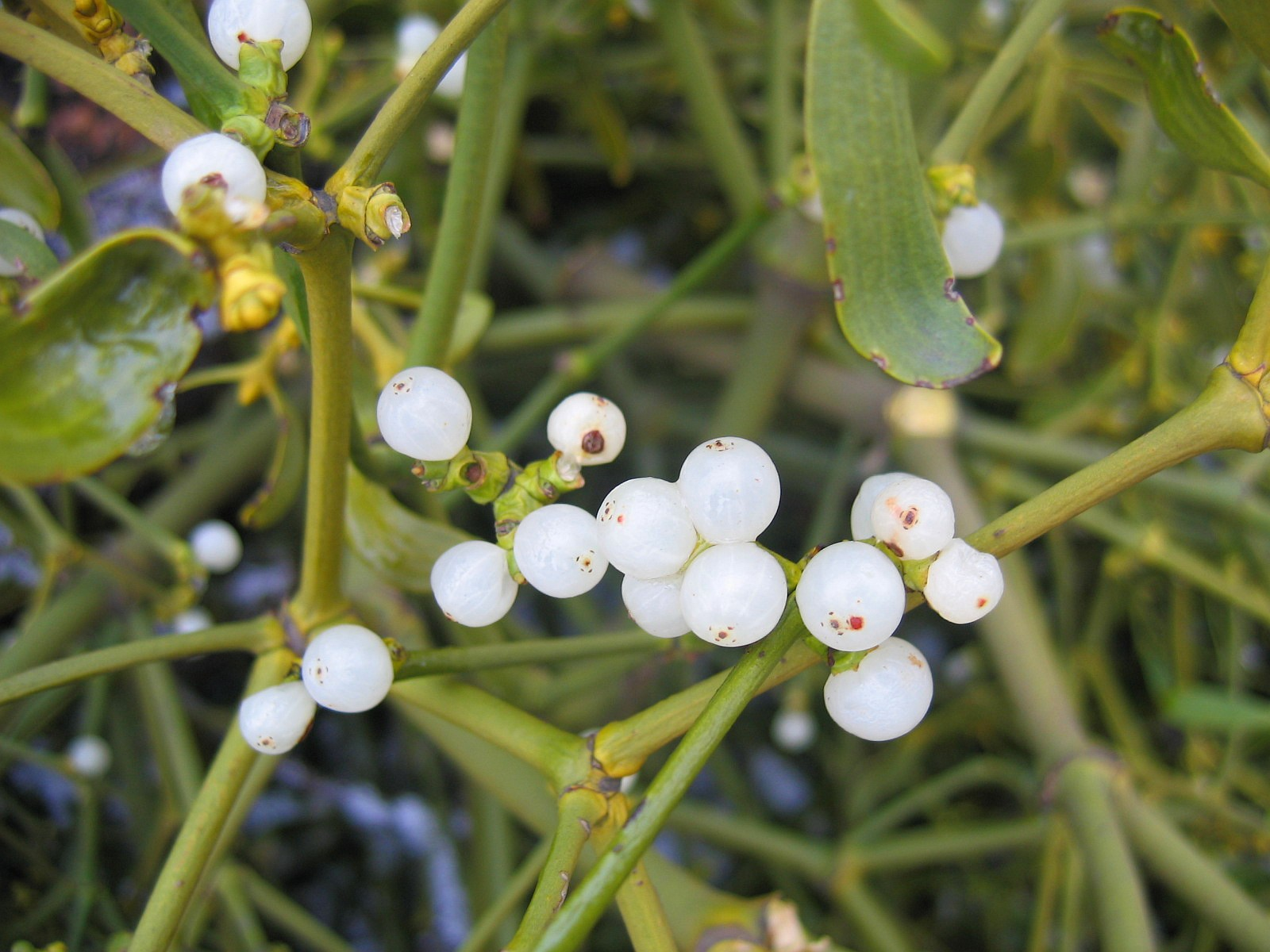
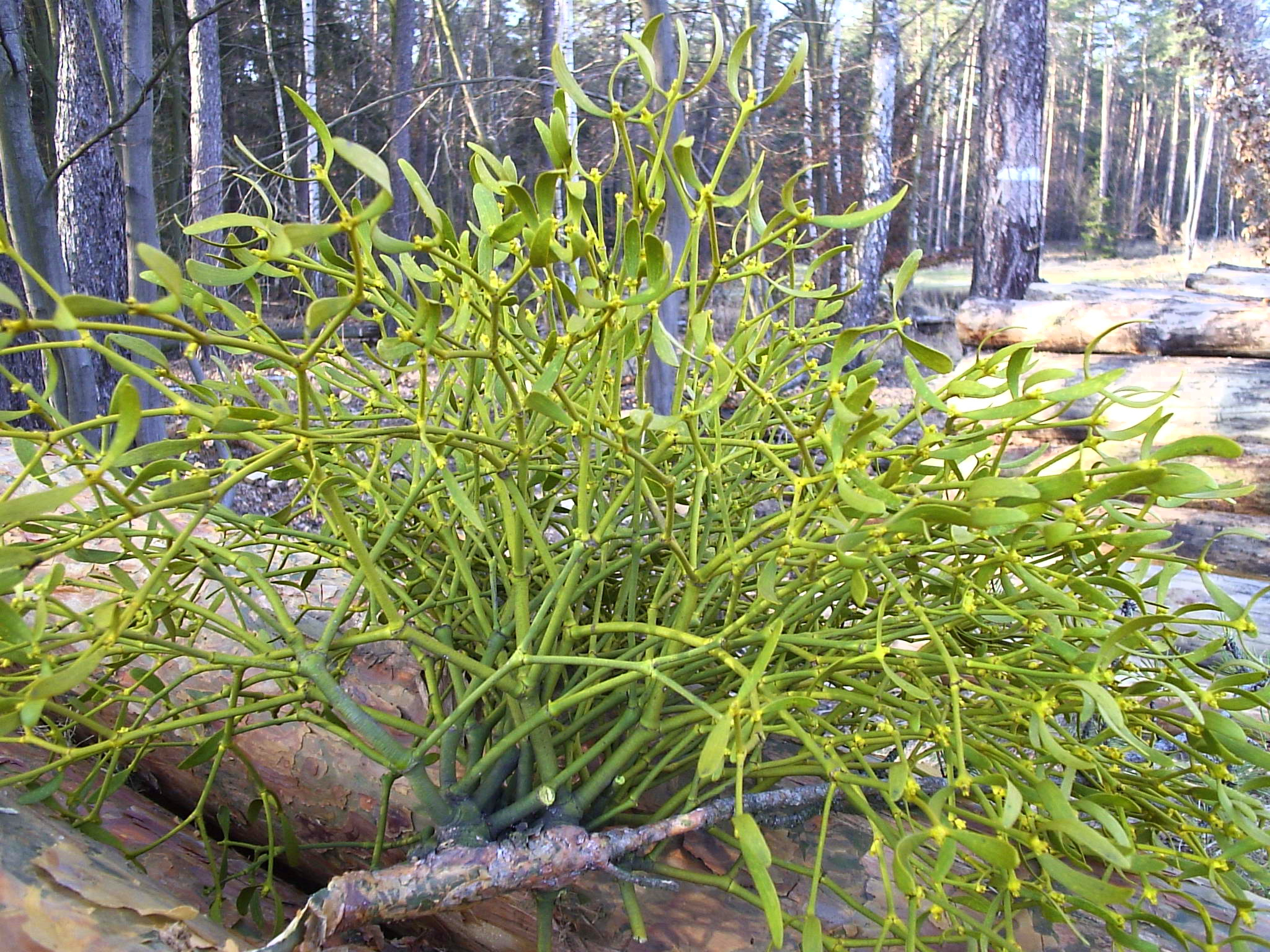
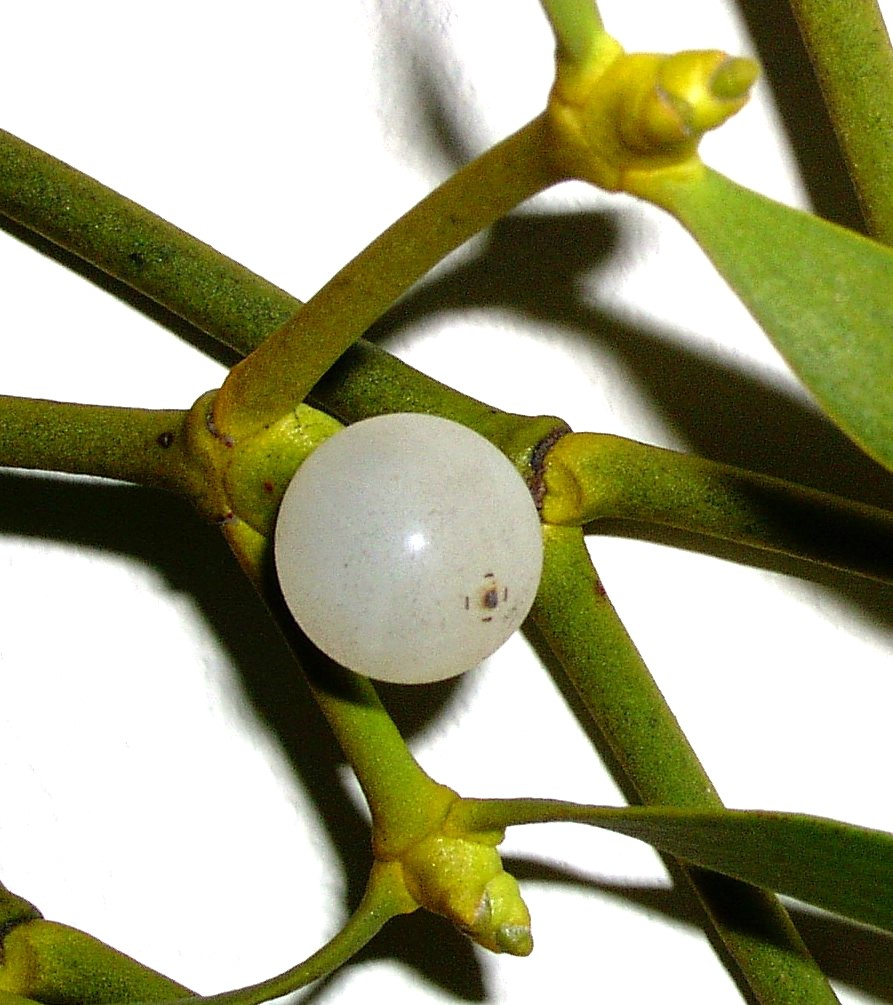
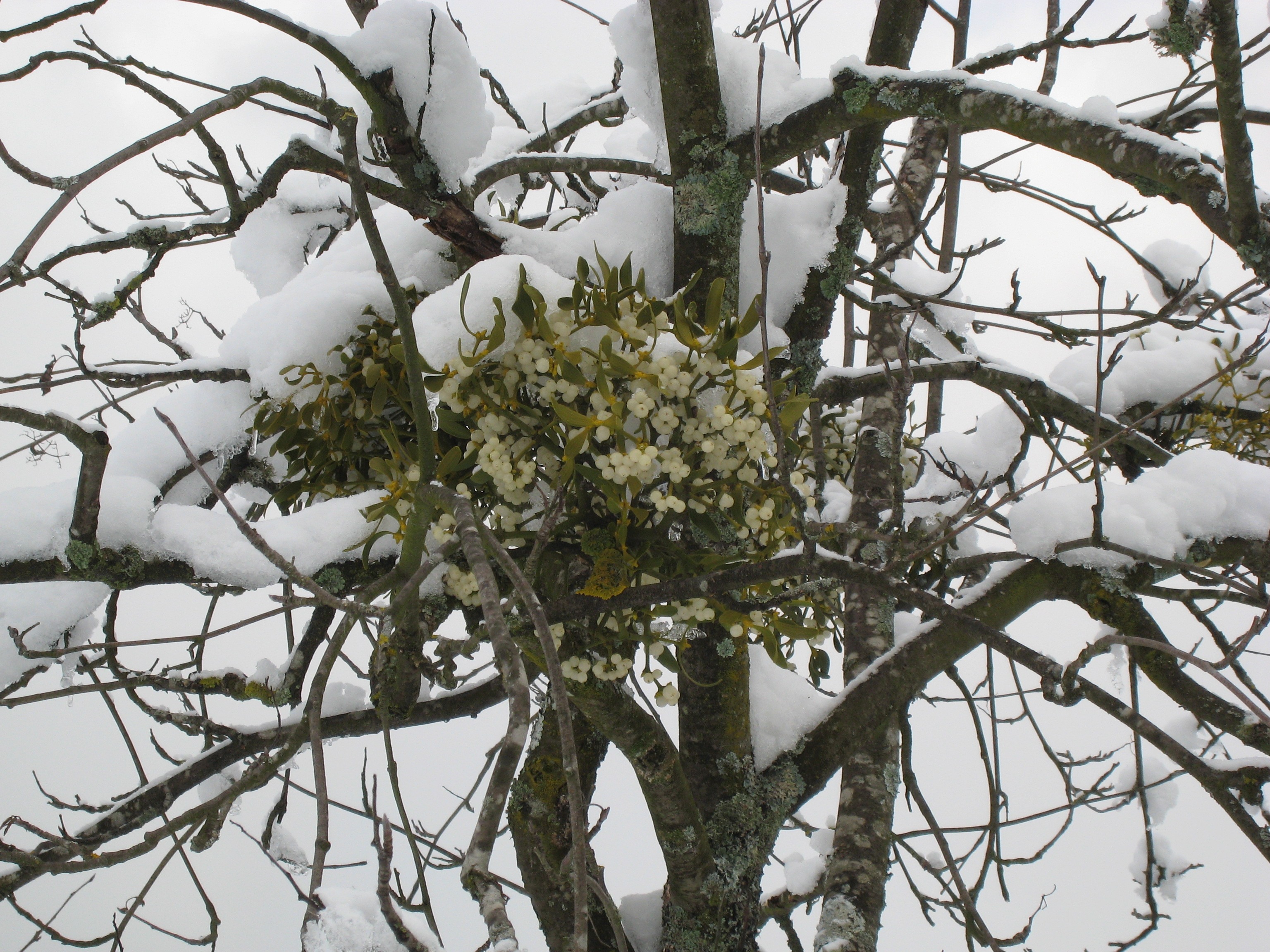
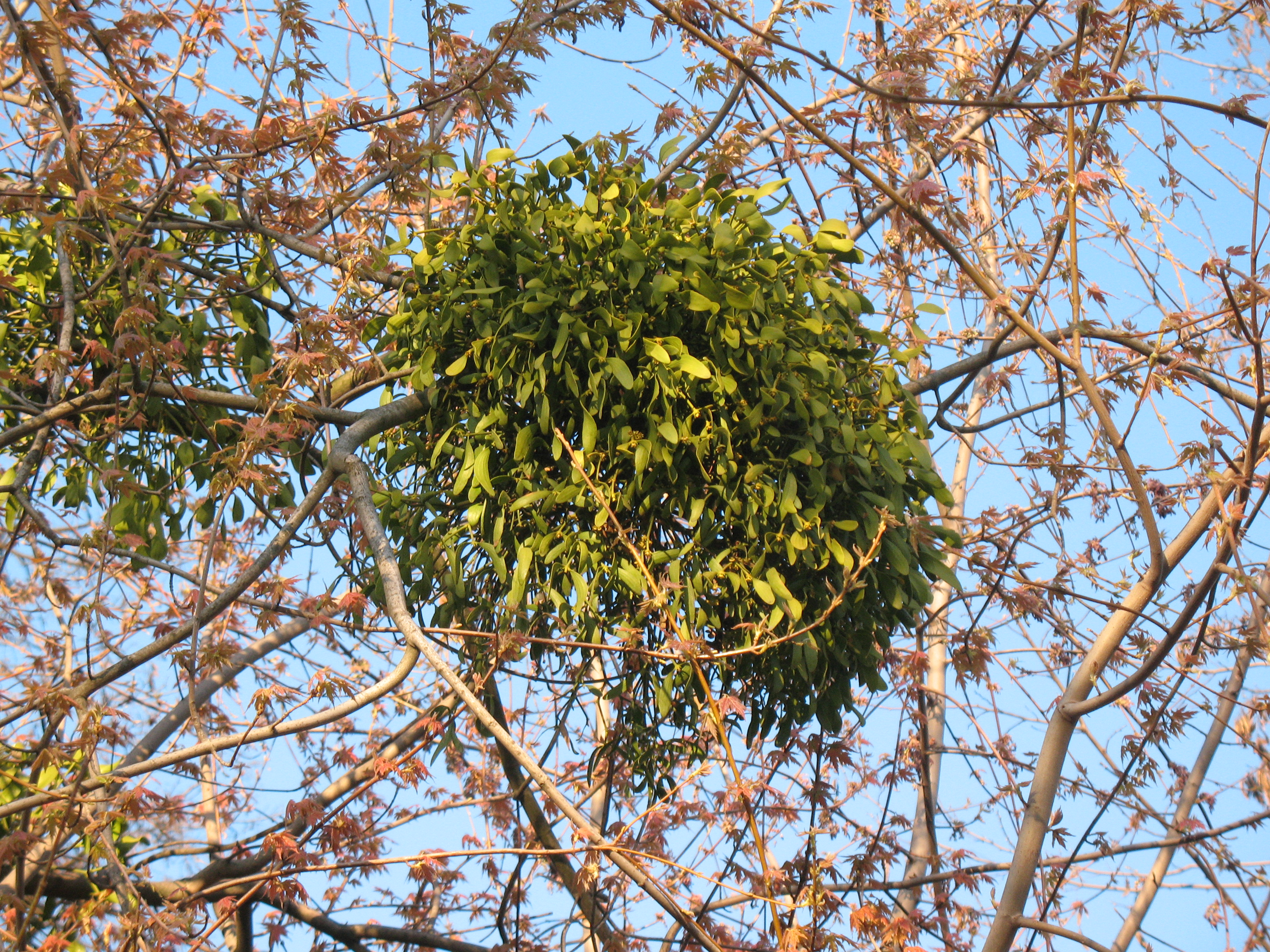
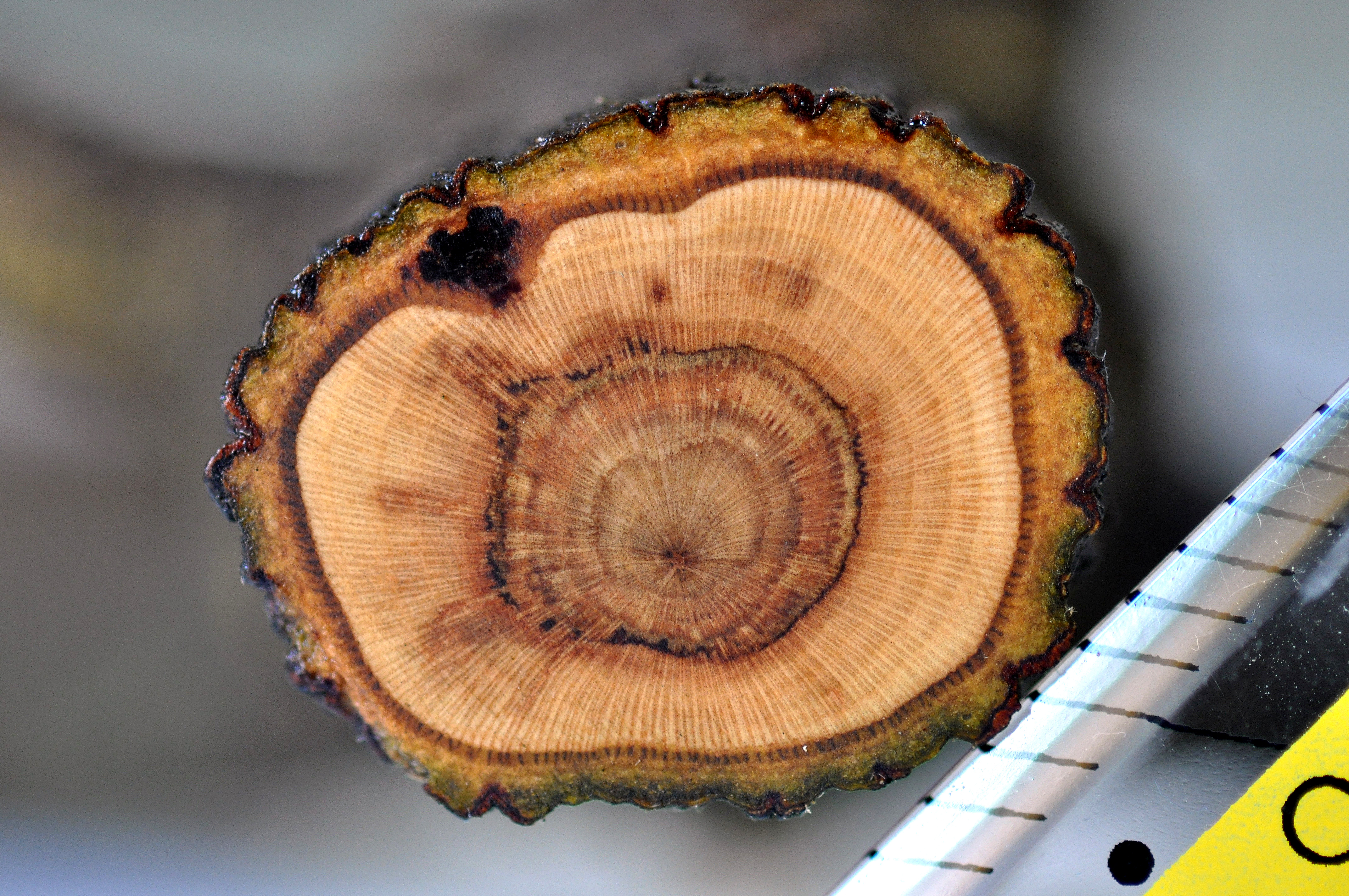